# يان هاتشينز
يان هاتشينز (بالإنجليزية: Jan Hutchins)‏ هو صحفي أمريكي، ولد في 1949 في دانفيل في الولايات المتحدة.

## وصلات خارجية
- يان هاتشينز على موقع IMDb (الإنجليزية)